# دهستان فرون‌آباد
دهستان فرون‌آباد دهستانی در بخش مرکزی شهرستان پاکدشت، استان تهران در ایران است. براساس سرشماری مرکز آمار ایران در سال ۱۳۸۵، جمعیت آن ۱۷۰۶۵ نفر (۴۰۸۴ خانوار) بوده‌است.